# Xã Pilot, Quận Cherokee, Iowa
Xã Pilot (tiếng Anh: Pilot Township) là một xã thuộc quận Cherokee, tiểu bang Iowa, Hoa Kỳ. Năm 2010, dân số của xã này là 242 người.